# العلاقات المارشالية الهايتية
العلاقات المارشالية الهايتية هي العلاقات الثنائية التي تجمع بين جزر مارشال وهايتي.

## مقارنة بين البلدين
هذه مقارنة عامة ومرجعية للدولتين:
| وجه المقارنة                                              | جزر مارشال                     | هايتي                                |
| --------------------------------------------------------- | ------------------------------ | ------------------------------------ |
| المساحة (كم2)                                             | 181                            | 27.75 ألف                            |
| عدد السكان (نسمة)                                         | 53.13 ألف                      | 10.98 مليون                          |
| الكثافة السكانية (ن./كم²)                                 | 29.35 ألف                      | 395.68                               |
| العاصمة                                                   | ماجورو                         | بورت أو برانس                        |
| اللغة الرسمية                                             | لغة إنجليزية، اللغة المارشالية | لغة فرنسية، اللغة الكريولية الهايتية |
| العملة                                                    | دولار أمريكي                   | جوردة هايتية                         |
| الناتج المحلي الإجمالي (بليون دولار)                      | 199.40 مليون                   | 8.41 مليار                           |
| الناتج المحلي الإجمالي (تعادل القوة الشرائية) بليون دولار | 207.25 مليون                   | 18.82 مليار                          |
| الناتج المحلي الإجمالي الاسمي للفرد دولار أمريكي          | 3.38 ألف                       | 818                                  |
| الناتج المحلي الإجمالي للفرد دولار أمريكي                 | 3.80 ألف                       | 1.73 ألف                             |
| مؤشر التنمية البشرية                                      |                                | 0.483                                |
| رمز المكالمات الدولي                                      | +692                           | +509                                 |
| رمز الإنترنت                                              | .mh                            | .ht                                  |
| المنطقة الزمنية                                           | ت ع م+12:00                    | 00                                   |

## منظمات دولية مشتركة
يشترك البلدان في عضوية مجموعة من المنظمات الدولية، منها:
| علم المنظمة | اسم المنظمة                                 | تاريخ انضمام جزر مارشال | تاريخ انضمام هايتي |
| ----------- | ------------------------------------------- | ----------------------- | ------------------ |
|             | تحالف الدول الجزرية الصغيرة                 | ?                       | ?                  |
|             | البنك الدولي للإنشاء والتعمير               | 21 مايو 1992            | 8 سبتمبر 1953      |
|             | يونسكو                                      | 30 يونيو 1995           | 18 نوفمبر 1946     |
|             | الاتحاد الدولي للاتصالات                    | 22 فبراير 1996          | 10 أكتوبر 1927     |
|             | مؤسسة التمويل الدولية                       | 23 سبتمبر 1992          | 20 يوليو 1956      |
|             | منظمة الشرطة الجنائية الدولية               | ?                       | ?                  |
|             | مؤسسة التنمية الدولية                       | 19 يناير 1993           | 13 يونيو 1961      |
|             | الأمم المتحدة                               | 17 سبتمبر 1991          | 24 أكتوبر 1945     |
|             | مجموعة دول أفريقيا والكاريبي والمحيط الهادئ | ?                       | ?                  |
|             | منظمة حظر الأسلحة الكيميائية                | ?                       | ?                  |

## وصلات خارجية
- موقع وزارة الخارجية الهايتية